# Acalypha oxyodonta
Acalypha oxyodonta là một loài thực vật có hoa trong họ Đại kích. Loài này được (Müll.Arg.) Müll.Arg. mô tả khoa học đầu tiên năm 1874.